# Rhinosimus nitens
Rhinosimus nitens es una especie de coleóptero de la familia Salpingidae.

## Distribución geográfica
Habita en Canadá.